# Président du Conseil municipal de Québec
Le président du Conseil municipal de Québec est le conseiller élu pour présider les séances du conseil municipal de Québec.
Le président doit être choisi à la majorité parmi les élus. Depuis le 22 novembre 2021, le Conseil municipal de Québec est présidé par Louis Martin. Il est membre du parti Québec d'abord.

## Liste des présidents
| Président | Mandat |
| --- | --- |
| Alain Loubier Yvon Bussières Jean-Marie Laliberté Geneviève Hamelin Vincent Dufresne Louis Martin Steeve Verret | 1er janvier 2002 - 31 décembre 2005 6 novembre 2005 - 11 novembre 2009 - 11 novembre 2013 - 18 août 2020 31 août 2020 - 7 novembre 2021 22 novembre 2021 -18 mars 2025 - |